# Pliboux

Pliboux este o comună în departamentul Deux-Sèvres, Franța. În 2009 avea o populație de 198 de locuitori.